# Łubok

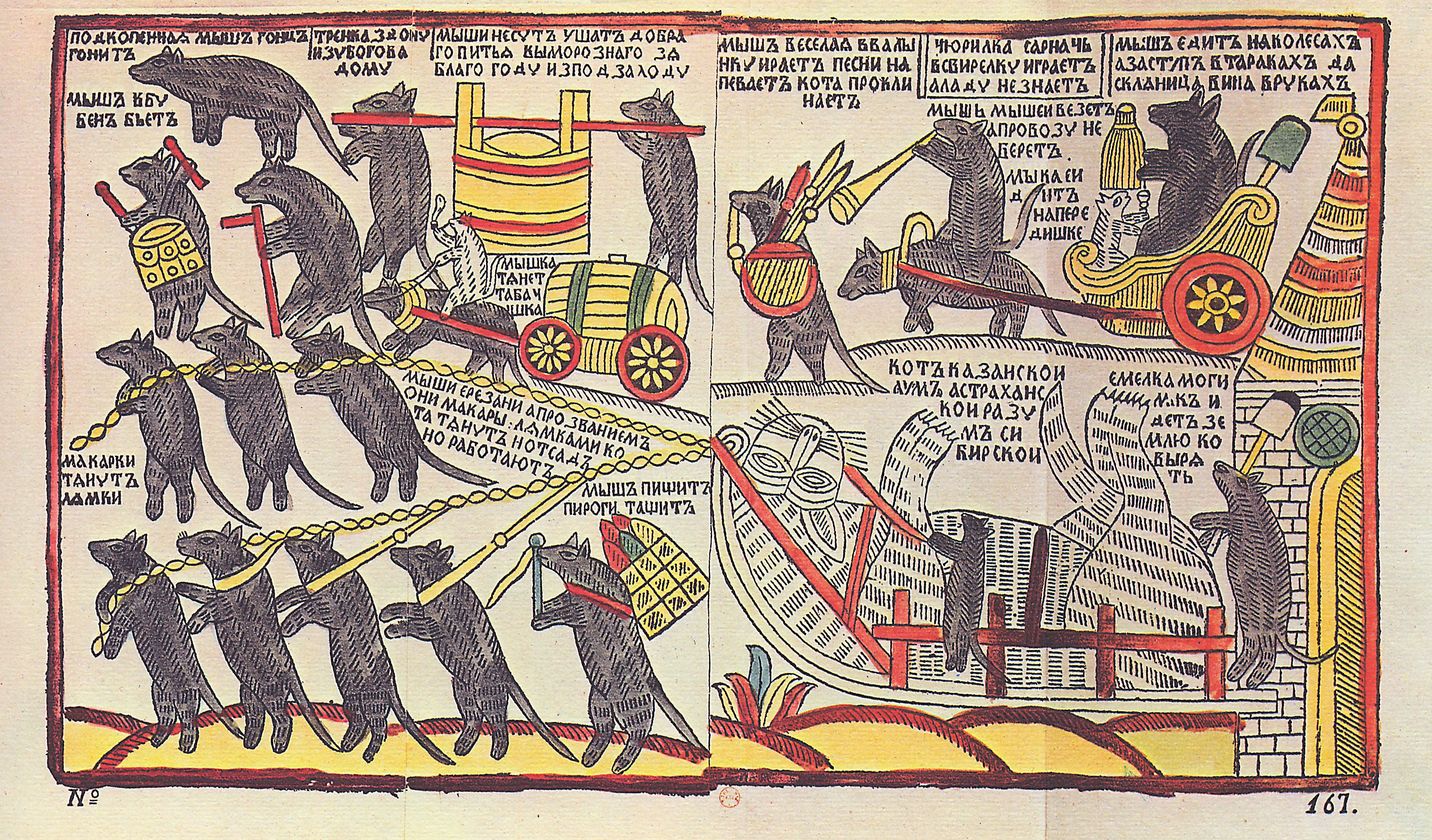
Myszy sprawiają pogrzeb kotu 1760

Łubok (ros.) – rosyjska grafika ludowa, drukowana techniką drzeworytniczą, rzadziej miedziorytniczą i litograficzną. Treścią takich grafik były bajki ludowe, opowieści o władcach i legendarnych bohaterach, o dalekich krajach. Zdarzały się grafiki o charakterze satyrycznym lub piętnującym nierówności społeczne. Osobną kategorię stanowiły grafiki religijne o charakterze kultowo-dewocyjnym. 
Pochodzenie nazwy „Łubok” jest przedmiotem sporów. Dominuje pogląd, że źródłem nazwy stały się klocki drzeworytnicze przypominające strugane gonty dachowe.
Autorami grafik byli artyści ludowi. Z reguły grafiki zawierały teksty, mające objaśnić obraz, często o charakterze moralizatorskim. W układzie łubków widoczny jest wpływ malarstwa ikonowego, szczególnie w przypadku kompozycji złożonych z wielu obrazków na jednym arkuszu. Prawie wszystkie łubki były kolorowane farbami wodnymi. 
Już w XVI wieku w Rosji były znane grafiki przywożone z zagranicy. W roku 1680 mistrz Afanasij Zwieriew sporządzał dla cara pierwsze rosyjskie miedzioryty. Były dostępne tylko dla najzamożniejszych. Spowodowało to popyt na tanie odbitki przeznaczone dla mniej zamożnych.
Najstarsze łubki rosyjskie datowane są na drugą połowę XVII wieku. Były drukowane wyłącznie techniką drzeworytniczą. Później ukazały się miedzioryty, pozwalające na większą precyzję rysunku i bardziej przypominające grafiki artystów profesjonalnych. Do rzadkości należały łubki litograficzne. Drukiem łubków zajmowały się spółki zakładane na wsiach. Kolorowanie powierzano kobietom i dzieciom. Rozwój techniki drukarskiej w drugiej połowie XIX wieku, pozwalający na druk doskonałej jakości grafik w wielkich nakładach, przyczynił się do zaniku sztuki łubka. 
Znawcy sztuki ludowej odkryli oryginalną urodę łubków na początku XX wieku. Powstały kolekcje, z odnalezionych starych klocków robiono nowe odbitki. Awangardowi artyści lat dwudziestych XX wieku często odwoływali się do konwencji łubka, także w plakatach politycznych. W dzisiejszej Rosji są artyści, kontynuujący tradycje sztuki łubka.

## Galeria

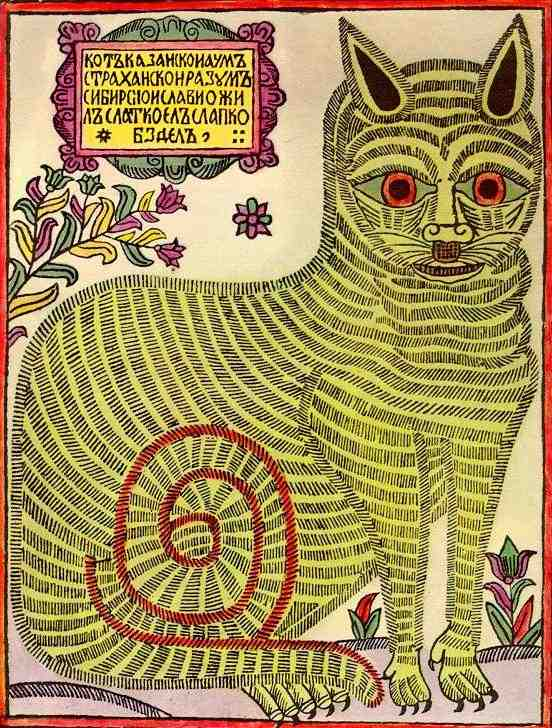
Kot kazański (XVIII w.)
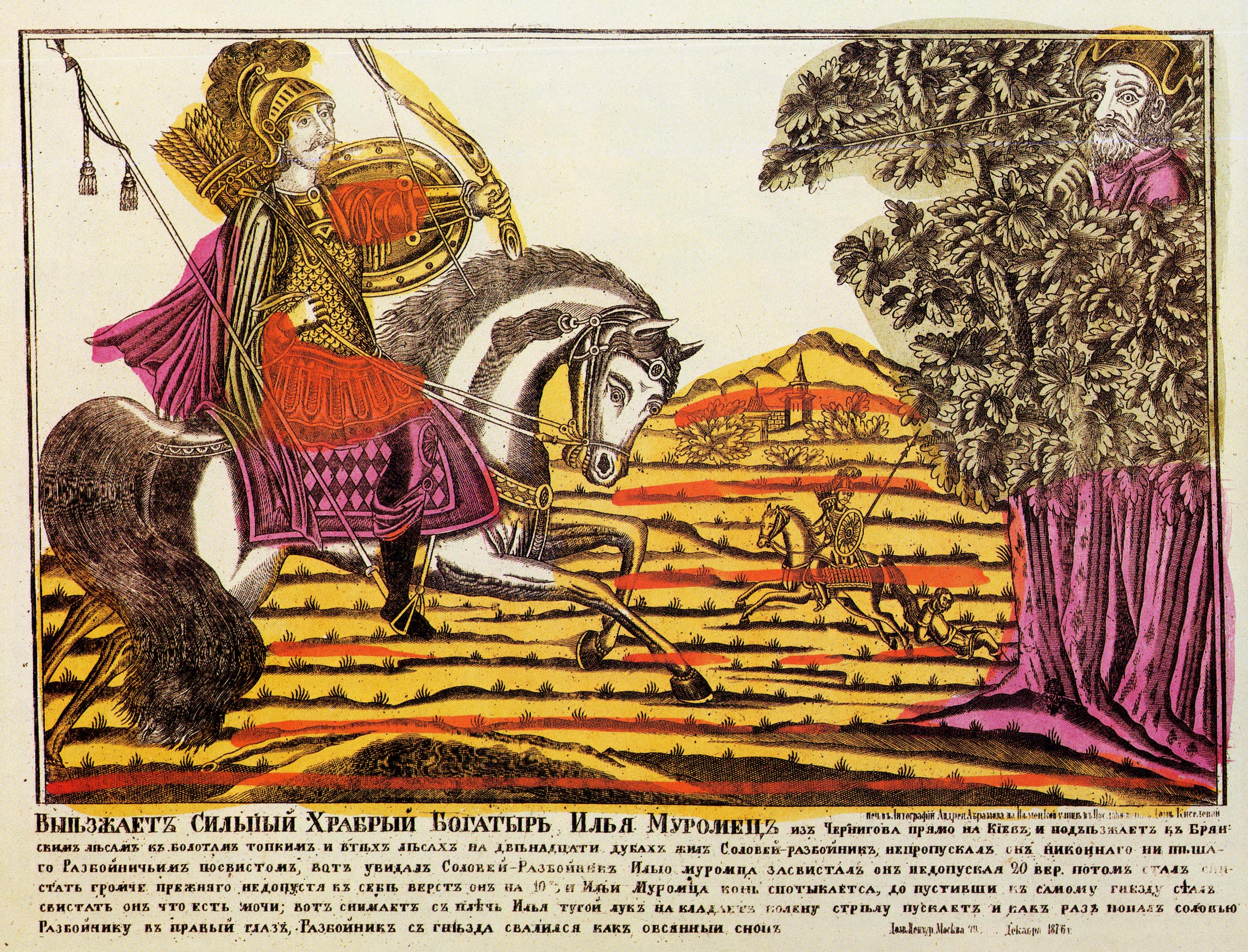
Ilia Muromiec i rozbójnik (XVIII w.)
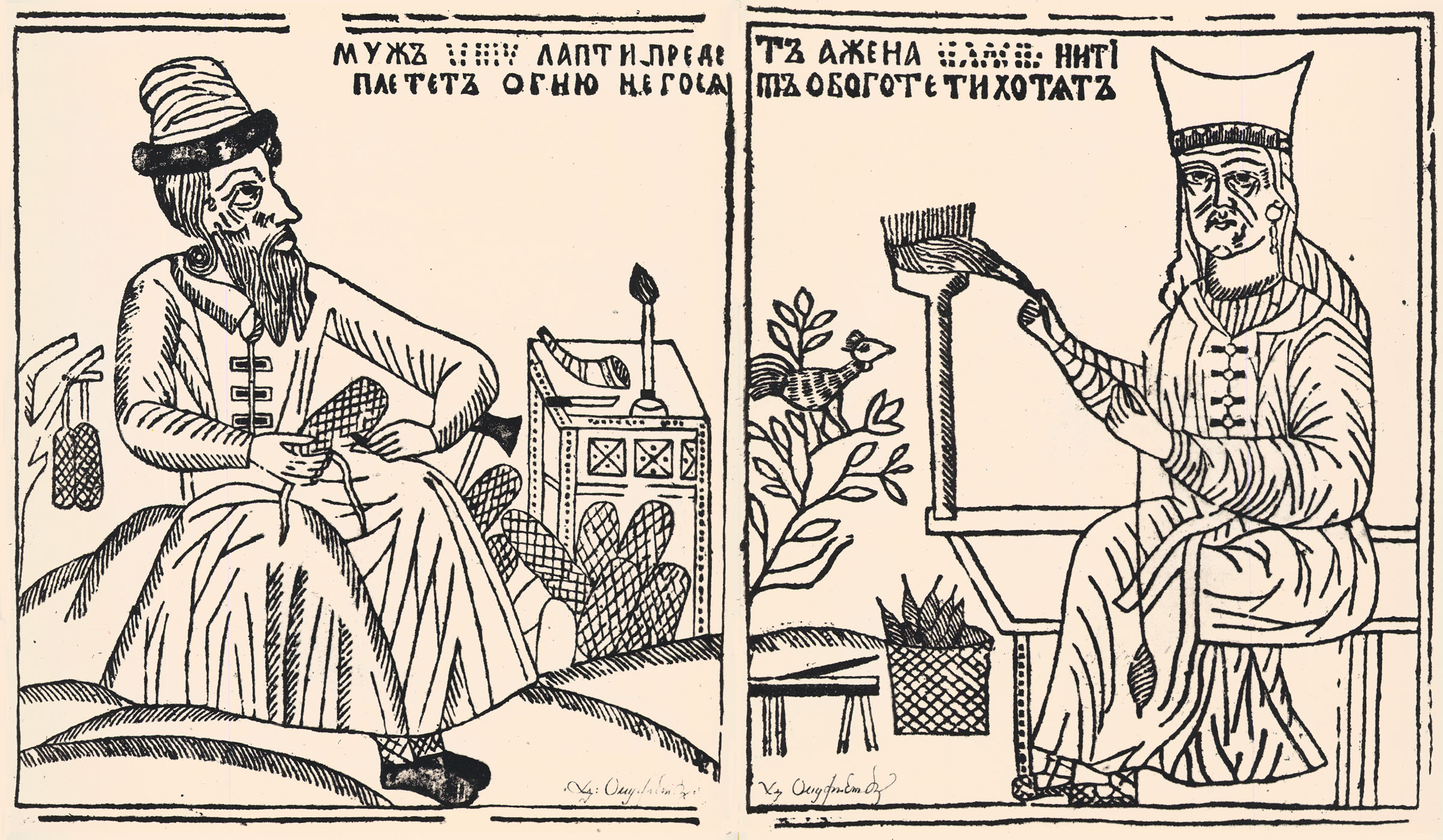
Chłop łapcie wyplata (XVIII w.)
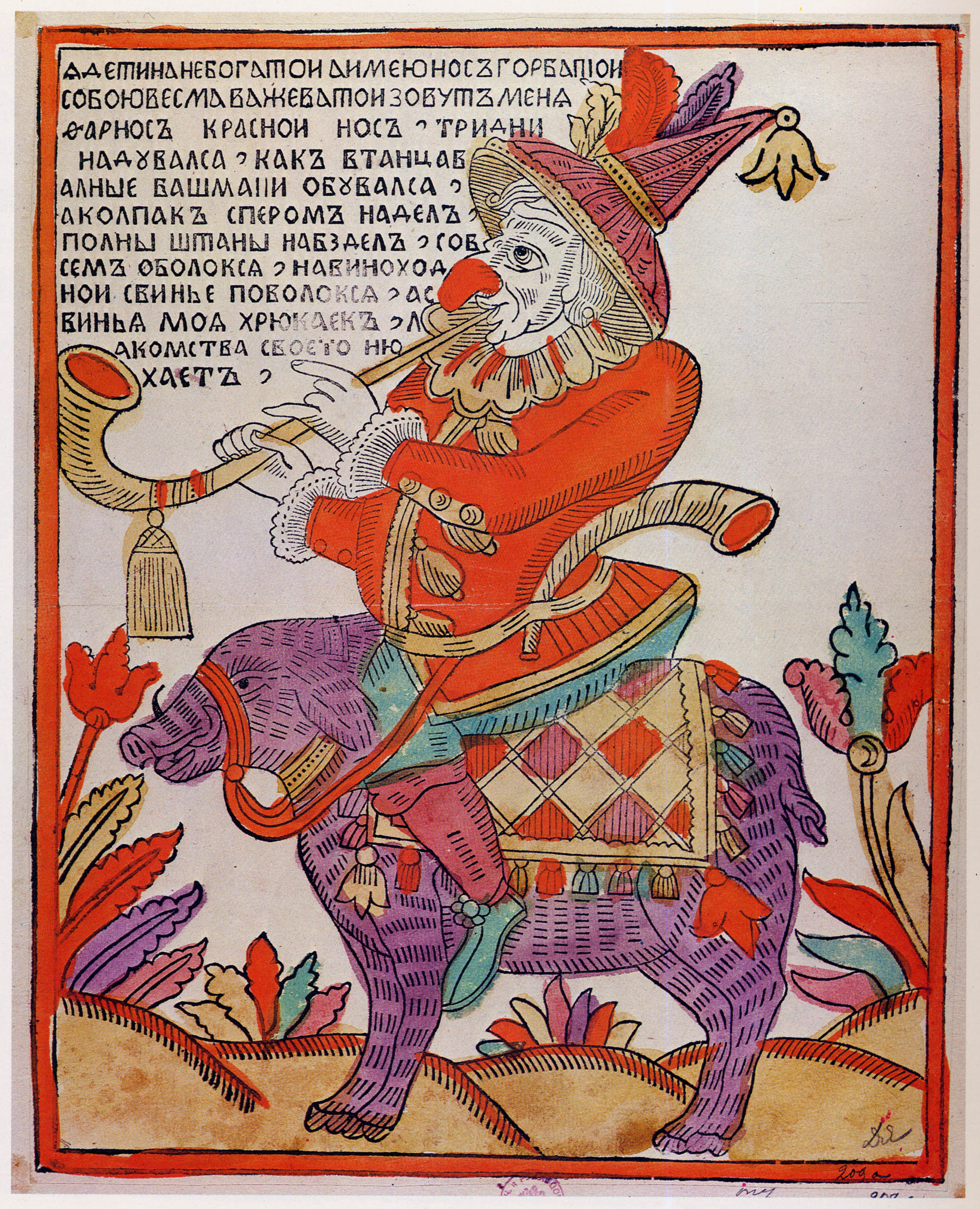
Błazen Farnos na świni (XVIII w.)
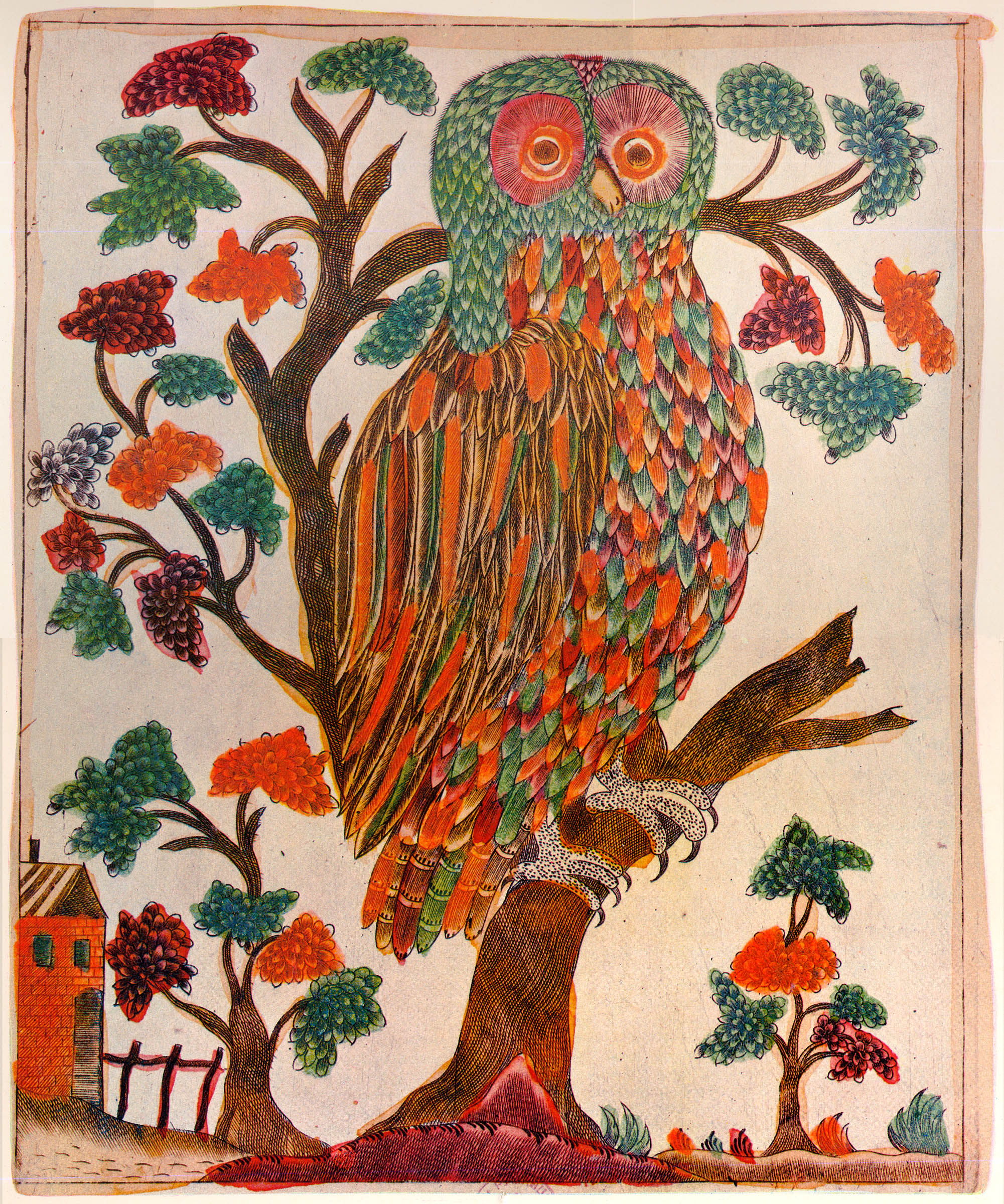
Sowa (1800)
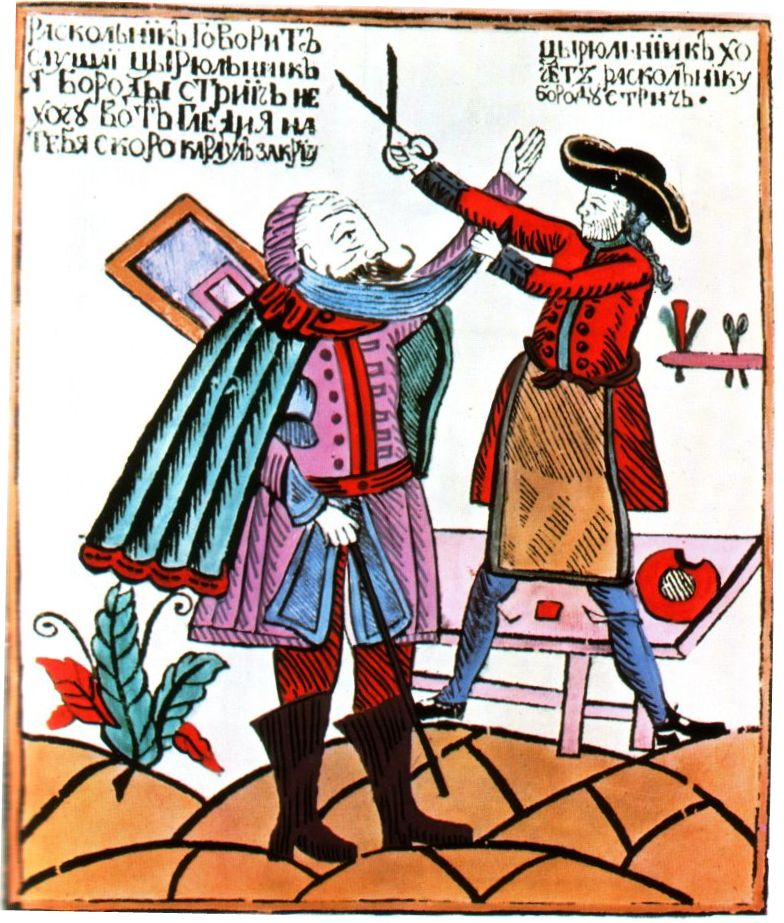
Raskolnik i cyrulik (1770)

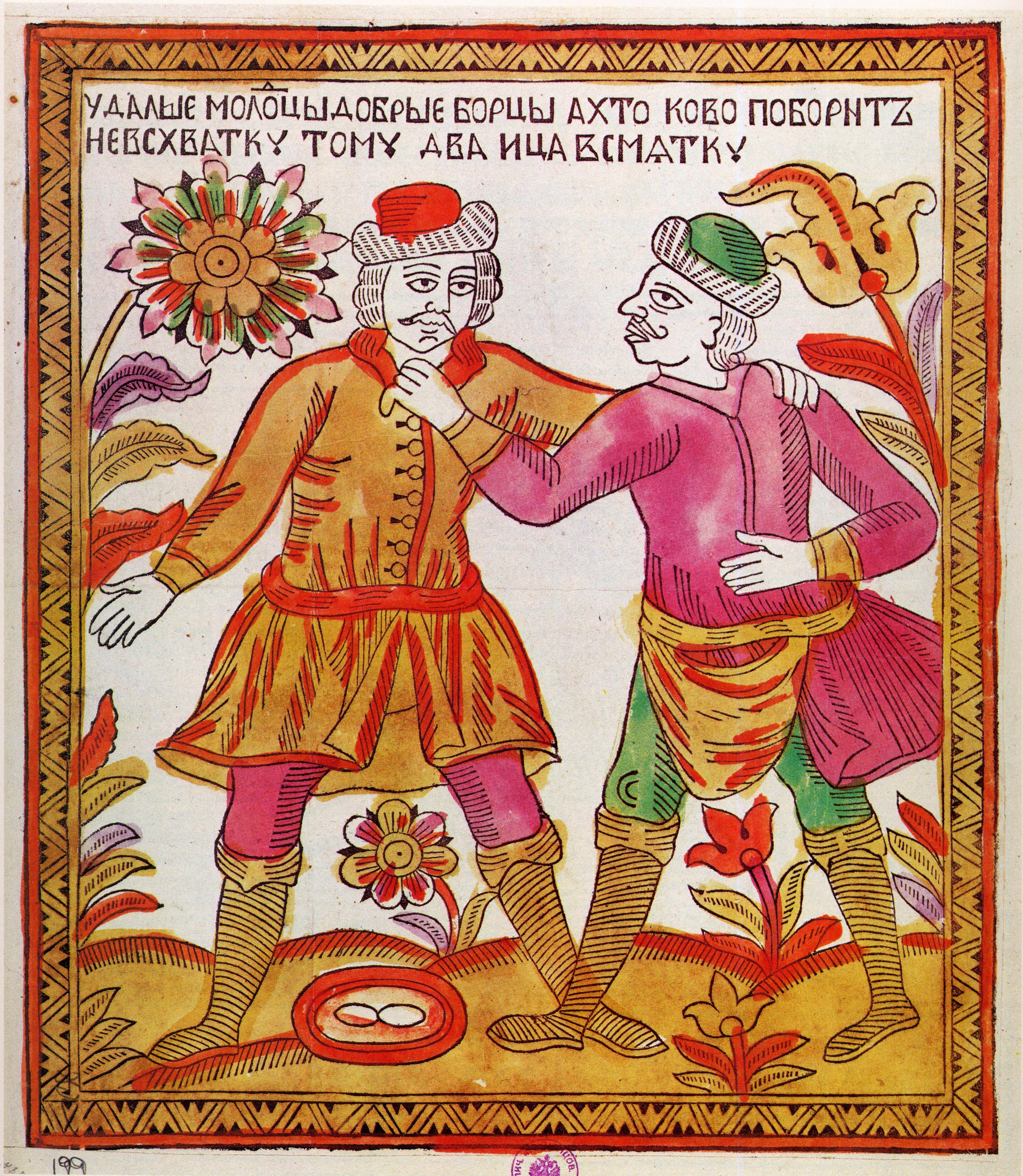
Dzielni młodzieńcy (1750)
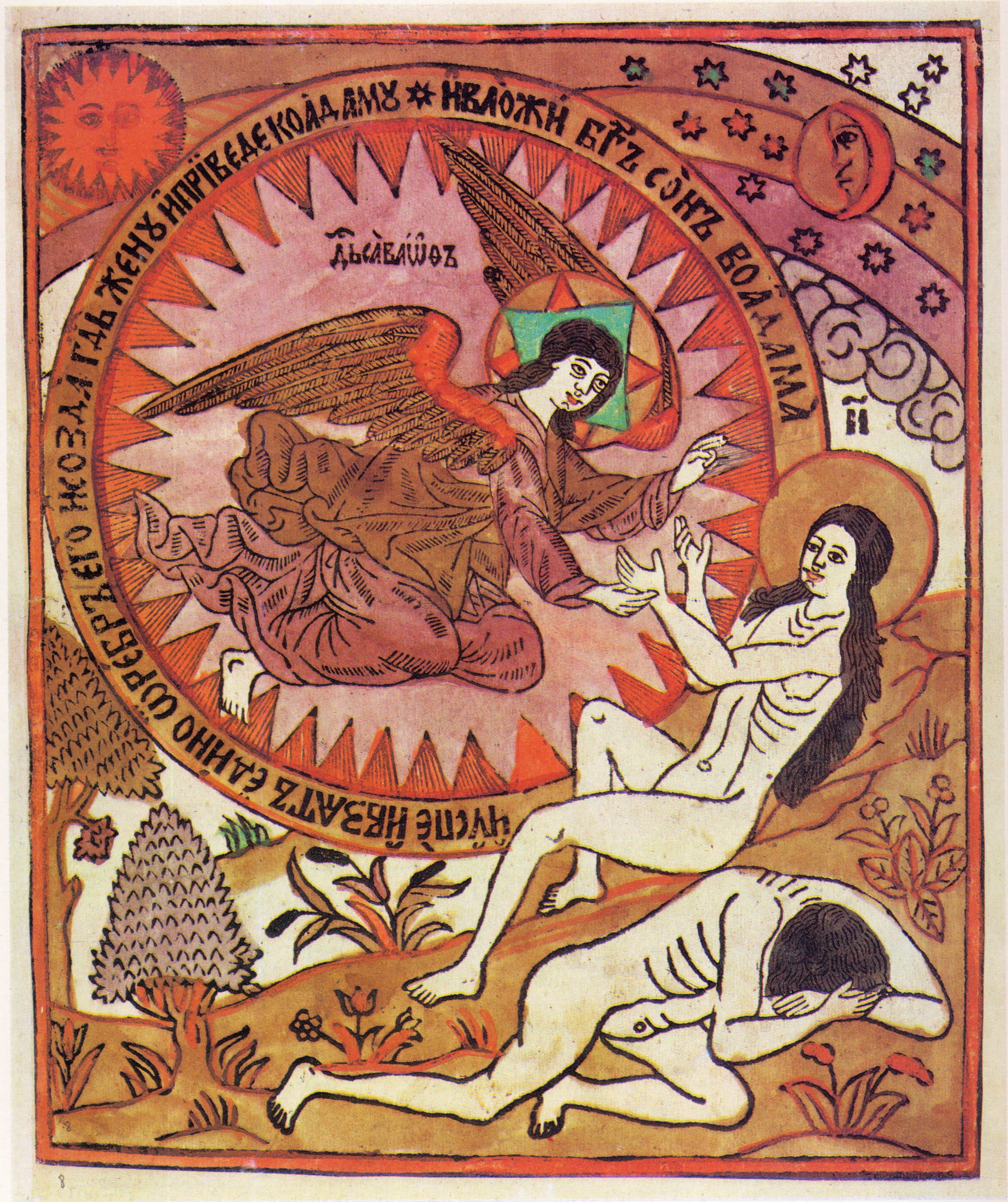
Adam i Ewa (XVII w.)
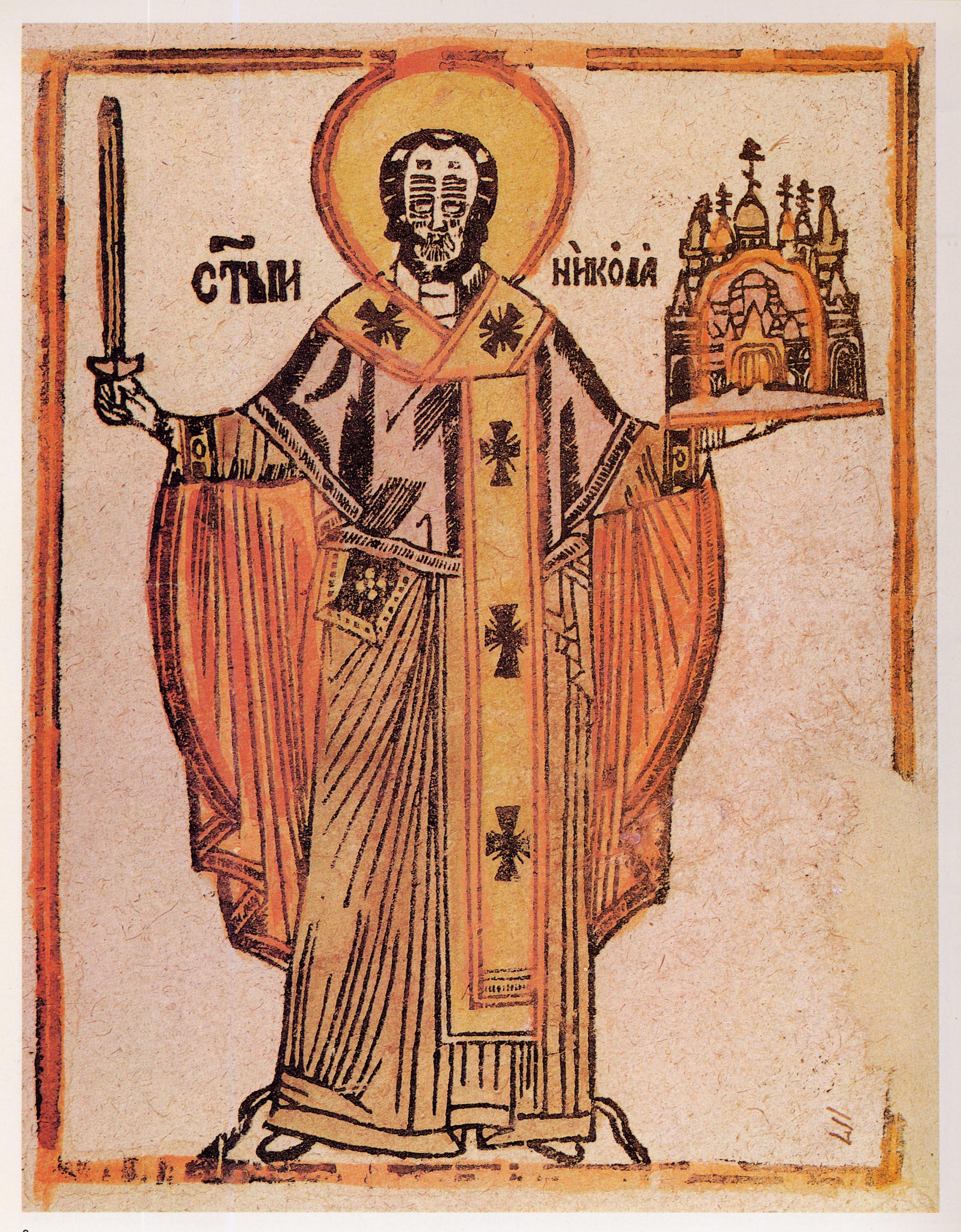
Święty Mikołaj (XVII w.)
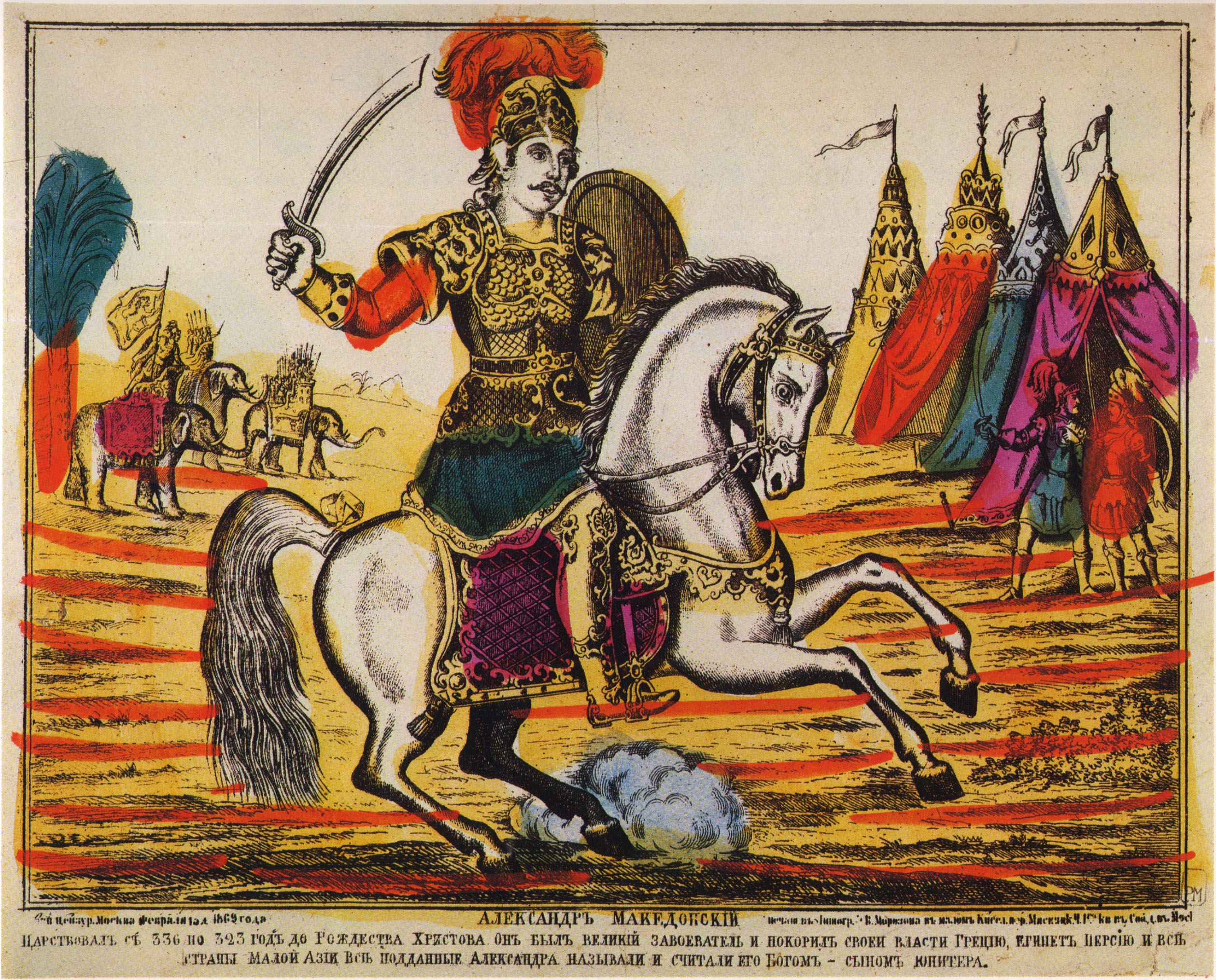
Aleksander Macedoński (1869)
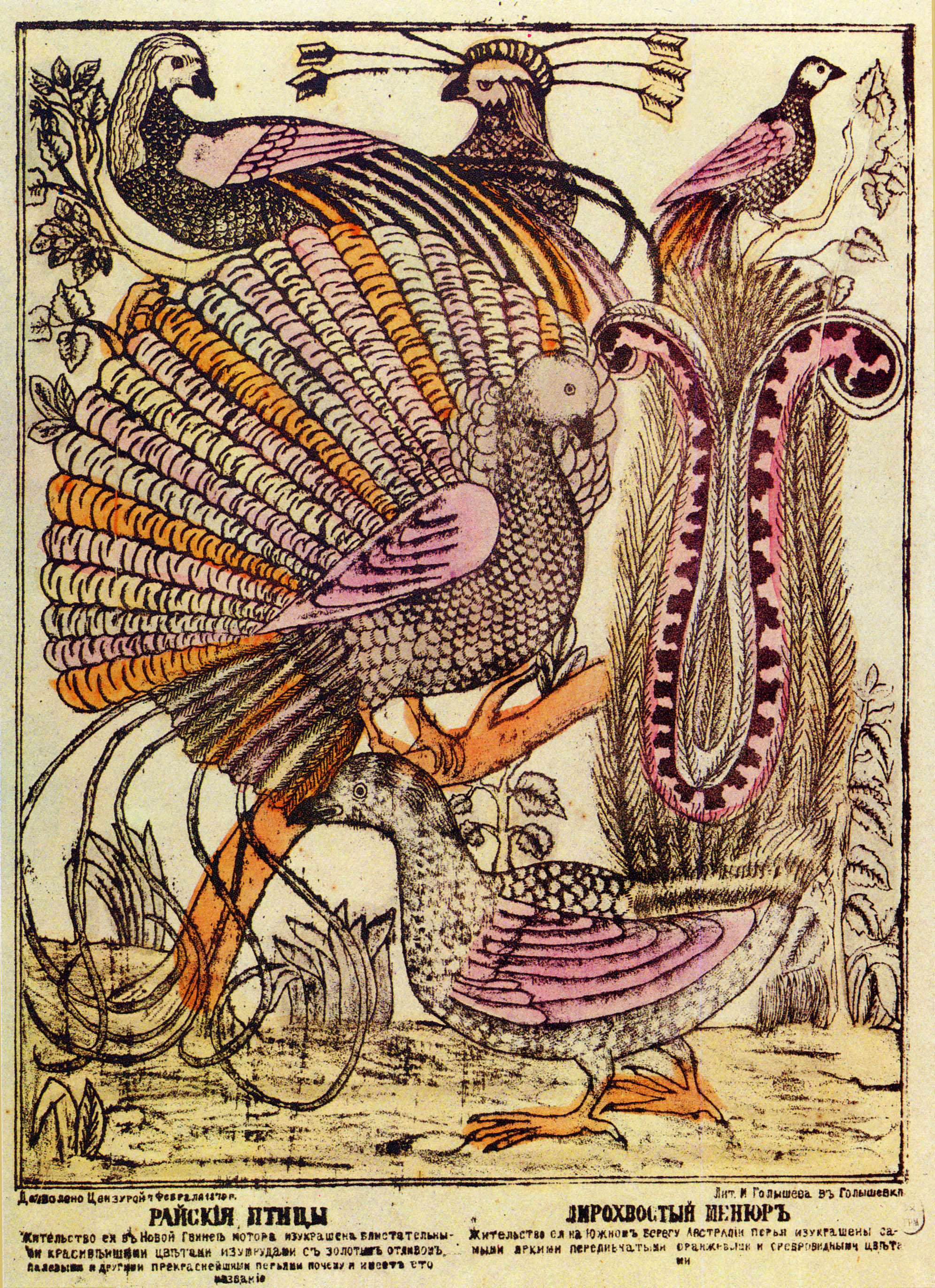
Rajskie ptaki (XIX w.)